# Awanui
Awanui – miejscowość w Nowej Zelandii, na Wyspie Północnej, w regionie Northland.